# Górki Wielkie
Górki Wielkie est une localité polonaise de la gmina de Brenna, située dans le powiat de Cieszyn en voïvodie de Silésie.

## Démographie
En 2021, la population était de 4 344 habitants.